# Оснащений многовид
Оснащений многовид ― гладкий підмноговид з фіксованою тривіалізацією нормального розшарування.
Точніше, нехай гладкий {\displaystyle n}-вимірний многовид {\displaystyle M} вкладено в {\displaystyle \mathbb {R} ^{n+k}} і нехай ({\displaystyle k}-вимірне)
нормальне розшарування {\displaystyle \nu }, що відповідає цьому вкладенню, тривіально.
Оснащенням многовиду {\displaystyle M}, що відповідає цьому вкладенню, називається будь-яка тривіалізація розшарування {\displaystyle \nu }; при цьому одному й тому ж вкладенню можуть відповідати різні оснащення.
Оснащені многовиді введені Понтрягіним у 1937.
Групи бордизмів оснащених многовидів розмірності {\displaystyle n}, що лежать у {\displaystyle \mathbb {R} ^{n+k}} ,
ізоморфні гомотопічним групам {\displaystyle \pi _{n+k}(S^{n})}.
На цьому шляху обраховані групи {\displaystyle \pi _{n+1}(S^{n})} и {\displaystyle \pi _{n+2}(S^{n})}.